# San Marino CEPU Open 2002
Il San Marino CEPU Open 2002 è stato un torneo di tennis facente parte della categoria ATP Challenger Series nell'ambito dell'ATP Challenger Series 2002. Il torneo si è giocato a San Marino in San Marino dal 29 luglio al 4 agosto 2002 su campi in terra rossa.

## Vincitori

### Singolare
José Acasuso ha battuto in finale  Albert Portas con il punteggio di 3–6, 6–3, 6–2.

### Doppio
Leoš Friedl /  David Škoch hanno battuto in finale  Massimo Bertolini /  Cristian Brandi con il punteggio di 6–2, 6–4.